# Piotr Gładki (lekkoatleta)
Piotr Gładki (ur. 8 lutego 1972 w Gdańsku, zm. 27 maja 2005 w Wyczechowie) – polski lekkoatleta, maratończyk, wielokrotny medalista i reprezentant kraju.

## Osiągnięcia
Karierę sportową rozpoczął w klubie Lechia Gdańsk, której był zawodnikiem w latach 1987-2001. W tamtym okresie kilkakrotnie zdobywał mistrzostwo kraju: w 1996 w biegu przełajowym na 12 km, w 1997 na 3000 metrów w hali, w 1998 i 1999 w biegu na 5000 m.
Srebrny medalista akademickich mistrzostw świata w biegach przełajowych (1994).
W 2000 w swoim debiucie maratońskim wygrał Hanse-Marathon w Hamburgu, osiągając czas 2 godziny, 11 minut i 6 sekund. W 2000 reprezentował barwy Polski na Igrzyskach Olimpijskich w Sydney 2000, gdzie nie ukończył biegu maratońskiego. Od 2002 był członkiem klubu Sporting Międzyzdroje.
Do 17 października 2020 rekordzista Polski w półmaratonie – 1:01:35 (Haga 2000).
Jedno z ostatnich swoich zwycięstw odniósł w Cracovia Maraton w Krakowie. Walcząc o kwalifikacje na mistrzostwa świata w Helsinkach, na skutek błędów organizacyjnych przebiegł o 2 km więcej (44,195 km) i mimo to wygrał. Ostatnim jego klubem był Biegus Wręczyca.
Zginął tragicznie 27 maja 2005 r. około godziny 20 w czołowym zderzeniu dwóch samochodów w miejscowości Wyczechowo na Kaszubach.
2 czerwca 2005 został pochowany na cmentarzu Srebrzysko w Gdańsku. (Rejon:V Nr kwatery: TAR IX POD SKARP Rząd: 	4 Nr grobu: 6).

## Rekordy życiowe
- bieg na 5000 metrów – 13:36,50 s. (29 maja 1994, Arnsberg) – 12. wynik w historii polskiej lekkoatletyki[3]
- półmaraton – 1:01:35 s. (25 marca 2000, Haga) – do 2020 rekord Polski[3]
- maraton – 2:11:06 s. (16 kwietnia 2000, Hamburg – debiut w tej konkurencji) – 13. wynik w historii polskiej lekkoatletyki[3]

## Pamięć
- Ogólnopolski Otwarty Bieg Przełajowy Międzynarodowa Mila ROL-LAND pamięci Olimpijczyka Piotra Gładkiego w Obliwicach koło Lęborka[4]
- Mini Cracovia Maraton im. Piotra Gładkiego w Krakowie-w 2019 roku odbył się 14. bieg.